# Ananas comosus parguazensis
Ananas comosus var. parguazensis (Camargo & L.B.Sm.) Coppens & F.Leal è una pianta della famiglia delle Bromeliacee.

## Distribuzione e habitat
Questa varietà di A. comosus è diffusa nella parte settentrionale del Sudamerica (Colombia, Venezuela Guiana francese, Guyana, Suriname e Brasile settentrionale).